# 玉尾皓平
玉尾皓平（日语：／ Tamao Kohei ?，1942年10月31日—），日本有機化學家。現任日本化学会會長、京都大學名譽教授。紫綬褒章表彰。文化功勞者。
玉尾教授是熊田耦合反應的發現者之一，與薗頭健吉皆被視為諾貝爾獎的遺珠。

## 生平
1942年10月31日，玉尾皓平誕生於日本香川縣。京都大學工學部合成化學科畢業。工學博士（京都大學）。

## 貢獻
專長有機矽化學研究。因有關氧化反應和耦合反應的成就著稱於世。
長期進行著眼於以元素特徵物質創製為基本概念的元素科學研究，1972年（昭和47年）與熊田誠教授一同開發鎳催化的芳基三氟甲磺酸酯與格氏試劑間的交叉耦合反應，世稱熊田偶联反应。熊田反應是交叉耦合反應的重要基石，至今都是物質創制的必備方法，被廣泛運用。
其後，玉尾又開發了弗莱明-玉尾氧化反应，加上其他的重要工作，對有機合成化學與新物質科學貢獻良多。

## 榮譽
- 1977年 - 日本化學會進步獎
- 1999年 - 日本化學會獎
- 2002年 - 東麗化學技術獎
- 2002年 - Kipping獎
- 2002年 - 朝日獎
- 2003年 - 向井獎
- 2004年 - 紫綬褒章
- 2007年 - 日本學士院獎[3]
- 2011年 - 文化功勞者

## 外部連結
- （中文）玉尾皓平 Kohei Tamao （页面存档备份，存于）
- 理化学研究所
- 世界の化学者データベース （页面存档备份，存于）